# 143 v. Chr.
Portal Geschichte | Portal Biografien | Aktuelle Ereignisse | Jahreskalender | Tagesartikel

◄ |
3. Jahrhundert v. Chr. |
2. Jahrhundert v. Chr. |
1. Jahrhundert v. Chr. |
►

◄ | 160er v. Chr. | 150er v. Chr. | 140er v. Chr. | 130er v. Chr. |
120er v. Chr. |
►

◄◄ | ◄ | 146 v. Chr. | 145 v. Chr. | 144 v. Chr. | 143 v. Chr. |
142 v. Chr. |
141 v. Chr. |
140 v. Chr. |
► |
►►
Staatsoberhäupter

## Ereignisse

### Politik und Weltgeschehen
- Zweite Schlacht bei Baecula. Vernichtende Niederlage der Römer gegen die keltiberischen Truppen des Viriathus (Spanischer Krieg).
- Jonatan wird ermordet. Sein Nachfolger als Herrscher der Hasmonäer wird sein Bruder Simon.

### Kultur, Wissenschaft und Technik
- Gründung der Chengdu Shishi Zhongxue, der ersten weiterführenden Schule der Welt, in China.

## Geboren
- Marcus Antonius Orator, römischer Politiker († 87 v. Chr.)

## Gestorben
- Jonatan, Herrscher der Makkabäer